# Guatemala International 2017
Die Guatemala International 2017 im Badminton fanden vom 26. bis zum 30. September 2017 in Guatemala-Stadt statt.

## Sieger und Platzierte
| Disziplin    | Gold                                | Silber                                         | Bronze                                   |
| ------------ | ----------------------------------- | ---------------------------------------------- | ---------------------------------------- |
| Herreneinzel | Kevin Cordón                        | Leodannis Martínez                             | Duarte Nuno Anjo                         |
| Herreneinzel | Kevin Cordón                        | Leodannis Martínez                             | Osleni Guerrero                          |
| Dameneinzel  | Daniela Macías                      | Tahimara Oropeza                               | Jennie Gai                               |
| Dameneinzel  | Daniela Macías                      | Tahimara Oropeza                               | Nairoby Abigail Jiménez                  |
| Herrendoppel | Phillip Chew Ryan Chew              | Jonathan Solís Rodolfo Ramírez                 | William Cabrera Nelson Javier            |
| Herrendoppel | Phillip Chew Ryan Chew              | Jonathan Solís Rodolfo Ramírez                 | José Guevara Daniel La Torre             |
| Damendoppel  | Daniela Macías Dánica Nishimura     | Noemi Almonte Bermary Altagracia Polanco Muñoz | Nairoby Abigail Jiménez Licelott Sanchez |
| Damendoppel  | Daniela Macías Dánica Nishimura     | Noemi Almonte Bermary Altagracia Polanco Muñoz | Inés Castillo Paula La Torre             |
| Mixed        | Leodannis Martínez Tahimara Oropeza | Christopher Martínez Diana Corleto Soto        | Phillip Chew Ariel Lee                   |
| Mixed        | Leodannis Martínez Tahimara Oropeza | Christopher Martínez Diana Corleto Soto        | Daniel La Torre Dánica Nishimura         |